# Montigny-sur-Crécy
Montigny-sur-Crécy település Franciaországban, Aisne megyében. Lakosainak száma 299 fő (2022. január 1.). Montigny-sur-Crécy Assis-sur-Serre, Crécy-sur-Serre, La Ferté-Chevresis, Mesbrecourt-Richecourt, Pargny-les-Bois és Pouilly-sur-Serre községekkel határos.

## Népesség
A település népességének változása:
| Lakosok száma | 323  | 303  | 312  | 312  | 317  | 341  | 315  | 302  | 295  | 299  |
|               | 1968 | 1982 | 1999 | 2006 | 2011 | 2015 | 2017 | 2018 | 2020 | 2022 |